# August Ernst Petzholtz
August Ernst Petzholtz (* 15. August 1801 in Potsdam; † 19. Juli 1868 ebenda) war ein deutscher Hofmaurermeister und Hofbaumeister in Potsdam.

## Leben

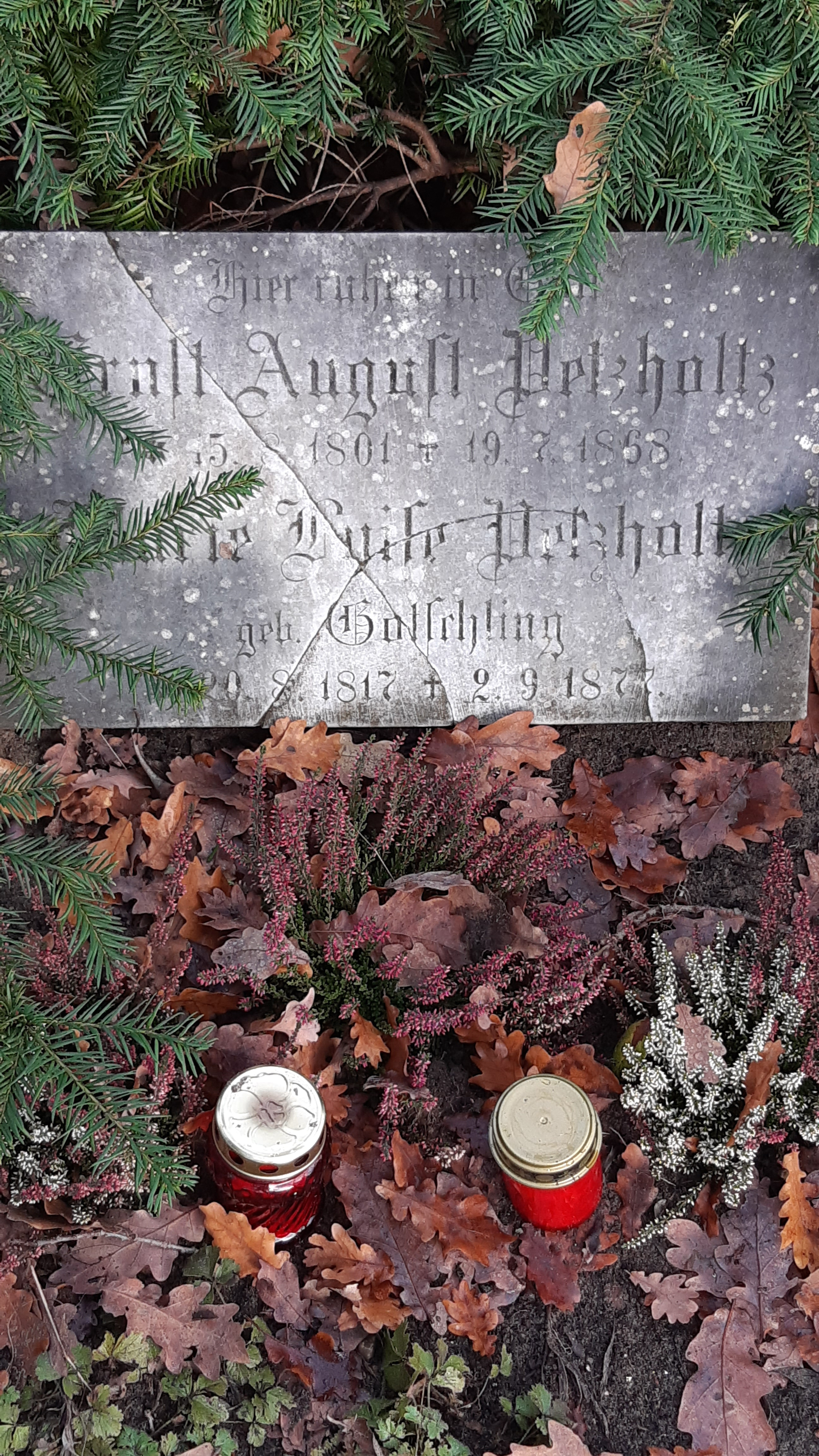
Grabstätte auf dem Neuen Friedhof Potsdam

Über sein Leben und Wirken ist wenig bekannt. Nachweisbar sind Maurerarbeiten an der Kirche St. Nikolai in Potsdam, die er nach Plänen des „Architekten des Königs“ Ludwig Persius sieben Jahre ausführte. Als Mitarbeiter des Persius-Nachfolgers Ferdinand von Arnim war er mit Arbeiten in der Parkanlage Klein Glienicke und am Umbau des Jagdschlosses Glienicke beteiligt. Dessen Aufgaben übernahm Petzholtz nach dem Tod von Arnims 1866 bis zu seinem eigenen Ableben 1868.
Ihm folgte sein einziger Sohn aus erster Ehe mit Friederike Gottschling (1814–1839), der spätere Hofbau- und Hofmaurermeister (Friedrich) Ernst Petzholtz. Nach dem Tod seiner ersten Frau heiratete er 1839 deren Schwester Marie-Luise Gottschling (20. August 1817–2. September 1877). Aus der zweiten Ehe stammen der spätere Hofmaurermeister Friedrich, oder Fritz (1841–1894) und Ludwig (1843–1903), der ab 1872 amtierende Pfarrer von St. Peter und Paul auf Nikolskoje und spätere Superintendent an der Kirche St. Nikolai.
Am 24. Dezember 1858 wurde August Ernst Petzholtz zum Hofbaumeister ernannt und war ab 1859 Mitglied der „Prüfungskommission für Bauhandwerker“, „Mitglied der Stadtverordneten-Versammlung in Potsdam“ und „Mitglied der preußischen Baudeputation“. Ab 1862 war er als Hofmaurermeister verzeichnet.

## Werke
- circa 1843–1850 Bauarbeiten an der Kirche St. Nikolai in Potsdam, nach Plänen von Ludwig Persius
- 1858/59 Privathaus in der Berliner Str. 117, Potsdam
- 1859–1862 Ausführung des Umbaus Jagdschloss Glienicke nach Plänen von Ferdinand von Arnim
- 1860/61 Villa Arndt, Friedrich-Ebert-Str. 63. Ausgeführt nach Plänen von Ferdinand von Arnim
- 1862 Entwurf für ein Mietwohnhaus, Alleestr. 7, Potsdam. Bauausführung 1868/69 durch seinen Sohn Friedrich Ernst Petzholtz
- 1866/67 Mietwohnhaus, Eisenhartstr. 8, Potsdam
- 1867–1868 St. Josephs-Waisenhaus, Potsdam

| Personendaten    | Personendaten                                         |
| ---------------- | ----------------------------------------------------- |
| NAME             | Petzholtz, August Ernst                               |
| KURZBESCHREIBUNG | preußischer Hofbaumeister                             |
| GEBURTSDATUM     | 15. August 1801                                       |
| GEBURTSORT       | Potsdam, Königreich Preußen, Heiliges Römisches Reich |
| STERBEDATUM      | 19. Juli 1868                                         |
| STERBEORT        | Potsdam, Königreich Preußen                           |